# Заднепетельная дверь
Заднепетельная дверь (также называемая[кем?] дверью каретного типа, в англоязычных странах известная как «самоубийственные двери», англ. Suicide door) — тип автомобильной двери, которая крепится шарнирно к кузову автомобиля своим задним краем и открывается назад по ходу движения. Из-за требований безопасности и ряда конструктивных недостатков, связанных с такими дверями, их использование в современных автомобилях встречается довольно редко.

## Происхождение названия «suicide door»
Название отражает повышенную опасность того, что дверь сорвёт встречным ветром, если разблокировать замок во время движения. Проблема возникает во время езды на большой скорости: даже если дверь будет чуть-чуть приоткрыта, она начнёт нагнетать воздух подобно парусу и соответственно может получить повреждения от приложенной силы сопротивления воздуха.
В обычном автомобиле при открывании двери давление наружного потока воздуха будет значительно больше, чем давление в салоне. Перепад давлений будет удерживать дверь в закрытом положении, даже если спереди будет открыта вентиляция воздуха и при этом будут закрыты все окна. С заднепетельными дверями перепад давлений, наоборот, будет удерживать дверь открытой. Опасность становится ещё более серьёзной, если пассажир не пристёгнут ремнём безопасности и критической при входе автомобиля в поворот. Центробежная сила наряду с низким наружным давлением воздуха разблокируют и откроют дверь, и пассажир может быть выброшен из автомобиля. Однако это маловероятно, так как замки и защёлки заднепетельных дверей сделаны так, чтобы выдержать нагрузки, значительно большие чем у обычных образцов.
Большинство современных автомобилей с заднепетельными дверями имеют передние двери, которые перекрывают задние так, что последние не могут открыться, пока не будет открыта передняя дверь (двустворчатые двери). Среди показательных примеров спортивное купе Mazda RX-8 и Honda Element, а также компактвэн Opel Meriva B . Другим безопасным механизмом является замок, не допускающий открывания задних дверей, пока автомобиль не окажется в неподвижном положении. Такой замок используется в Rolls-Royce Phantom и Лондонских такси. С использованием этого электронного механизма двери могут открываться независимо друг от друга (не перекрываются).
Некоторые полагают, что название происходит от того факта, что если в непредвиденной ситуации пассажир выйдет из машины во время движения, дверь столкнёт их на выходе. Другие считают, что название происходит от непрочности, присущей конструкции кузова. Дело в том, что при тяжёлом заднем столкновении ведущий автомобиль[неизвестный термин] может складываться (как гармошка) в своей слабой точке. Считается[кем?], что у «самоубийственных дверей» слабая точка находится на их переднем крае прямо перед пассажирами, а не позади них, как в обычных дверях. Это предположение основывается на малом количестве несущей конструкции перед дверью, так как она необходима только для закрывания двери и не предназначена для удержания веса дверей на петлях.

## Использование термина
Из-за негативного подтекста термин «самоубийственная дверь» не используется в рекламной литературе основных автопроизводителей. Предпочтение отдаётся названиям: «заднепетельные двери», «двери кареты» (Rolls-Royce) и «двери свободного стиля» (Mazda). Тем не менее выражение «самоубийственная дверь» привычно многим носителям английского языка и часто открыто используется в автомобильной торговле на заказ.

## История
Заднепетельные двери не были чем-то необычным на автомобилях производства первой половины XX века. Они были особенно популярны в эпоху криминала 1930-х — предположительно из-за того, что «Гораздо легче кого-нибудь вытолкнуть, имея дверь, удерживаемую ветром» — как заявлял редактор «Hemmings Motor News» Дэйв Браунелл.
Примерами после Второй мировой войны являются задние двери 4-дверных автомобилей. Самым известным использованием заднепетельных дверей на послевоенных автомобилях были седан Lincoln Continental 1961—1969 гг. и 4-дверный кабриолет той же модели 1961—1967 гг. (последний 4-дверный кабриолет, сделанный в Соединённых штатах до появления 4-дверного Jeep Wrangler в 2007). Известна модификация кабриолета Lincoln 74A 1961 года под именем SS-100-X, так как ней ехал президент Кеннеди, когда его убили.
Пример этой модели можно часто наблюдать в эпизодах телешоу «Зелёные просторы», так как автомобиль был приобретён главным героем Оливером Дугласом.
Так как 4-дверный кабриолет Lincoln не имел средней стойки, стекло задних дверей перекрывалось стеклом передних с упором на герметичную накладку. Прежде чем открывалась задняя дверь, её стекло отодвигалось электроприводом на несколько дюймов, нейтрализуя перекрытие. Это означало, что при разрядке аккумулятора единственный путь выбраться с задних сидений — перелезть через передние.

## Современное использование
Какое-то время открываемые независимо заднепетельные двери (двустворчатые) ставились на 4-дверный седан Ford Thunderbird с 1967 по 1971 год. Модель 1971 года была последним американским серийным автомобилем с заднепетельными дверями сзади. После требования безопасности стали препятствовать их использованию. В последнее время задние заднепетельные двери, которые не могут быть открыты до открытия передних, появились на множестве автомобилей, в том числе на автомобилях с расширенной (двойной) кабиной: 4-дверное купе Saturn Ion, Honda Element, Toyota FJ Cruiser и Mazda RX-8.
В 2003 году вновь появились независимые двустворчатые двери на новом Rolls-Royce Phantom. Официально представленный в 2006 году Spyker D12 также имеет заднепетельные двери. Четырёхместный купе-кабриолет Rolls-Royce Phantom с мягким верхом на базе выставочного автомобиля 100EX имеет передние заднепетельные двери.
Задние заднепетельные пассажирские двери стали постоянной особенностью наёмных автомобилей и повозок Лондона. Тем не менее с заменой Austin FX4 на новые модели TX вместо заднепетельных дверей стали использоваться обычные.
Заднепетельные двери используются в концепт-каре Carbon Motors E7, сделанном специально для полиции. Он имеет задние заднепетельные двери, чтобы облегчить сотрудникам посадку и высадку с заднего сиденья задержанных лиц в наручниках.
Заднепетельные двери становятся также довольно популярными среди людей с ограниченной подвижностью, так как положительно сказываются на их самостоятельности. Компании, подобные Scissor Doors Inc. создают специфические наборы для автомобилей, в том числе с дистанционным управлением, облегчая тем самым жизнь инвалидам.
Opel/Vauxhall Meriva 2010 года имеет заднепетельные двери, несмотря на их особую конструкцию и проблемы безопасности.
Также заднепетельные двери часто используются на колёсных тракторах (например Т-25, Беларус-1221).  Как правило, их максимальная скорость не превышает 40 километров в час, в связи с чем случайное открытие двери не так опасно, как на автомобиле.

## Преимущества
- Заднепетельные двери делают вход и выход из машины намного легче. Пассажир может войти естественным способом, зайдя в автомобиль и повернувшись, чтобы сесть; и выйти, шагнув в сторону от автомобиля.
- Заднепетельные задние двери (особенно с передними дверями, закреплёнными петлями спереди) позволяют человеку на переднем сиденье, например шофёру, с меньшим усилием выйти и дотянуться до ручки задней двери, чтобы открыть её для пассажира. Водители такси Austin FX4 имели возможность дотянуться до ручки задней двери через водительское окно, не выходя из машины.

## Недостатки
- Из-за довольно ограниченного проёма между передним краем задней двери и задним краем передней в схеме с двустворчатыми дверями создаются достаточно сложные условия пассажирам для высадки с передних и задних сидений одновременно.
- Если пассажир выйдет из машины во время движения, дверь столкнёт его на выходе.
- Несмотря на то, что замок с защёлкой обычно гарантируют надёжное удержание двери закрытой, может сработать человеческий фактор. Consumer Reports в 1969 году заявили, что дверь в тестируемом ими Subaru 360 открылась против ветра, когда машина ехала с не до конца закрытой дверью.

## Модели
Здесь представлен список некоторых автомобилей с заднепетельными дверями:
- Bentley State Limousine
- BMW i3 — Заднепетельные полудвери сзади
- Citroën 2CV — (ранние экземпляры)
- Fiat 500 (1957-69)
- Ford Thunderbird (1967—1971) — 4-дверные модели
- Honda Element — Заднепетельные полудвери сзади
- Lincoln Continental (1961—1969) — 4-дверные седаны, (1961—1967) — 4-дверные кабриолеты
- Mazda RX-8 (2004 — 2012) — Заднепетельные полудвери сзади
- Mazda MX-30 (с 2020) — Заднепетельные полудвери сзади
- MINI Clubman — Одна заднепетельная полудверь сзади
- Opel Meriva (с 2010) — Заднепетельные задние двери
- Rolls-Royce Phantom (все поколения)
- Spyker D12
- Toyota FJ Cruiser — Заднепетельные задние двери
- ЗАЗ-965 — Заднепетельные двери спереди
- Т-25 — Одна заднепетельная дверь по левому борту.
- УАЗ-450 — Заднепетельные двери спереди (ранние экземпляры)(экземпляры, выпущенные с 1958 до 1960 годы)